# Möckleby härad
Möckleby härad var ett härad på Öland i Kalmar län. Häradet var beläget på öns östra sida i nuvarande Mörbylånga kommun. Tingsplats var Färjestaden, dock mellan 1745 och 1752 Fröbygårda i Vickelby socken.

## Geografi och historia
Häradet var beläget på öns sydöstra sida från Hulterstads kyrka i höjd med Mörbylånga i söder till Norra Möckleby i höjd med Färjestaden i norr. 
Under 1500-talet omfattade häradet Gårdby socken, Norra Möckleby socken, Sandby socken. Dessutom räknades byn Frösslunda i Stenåsa socken och byn Lenstad i Torlunda socken till Möckleby härad. Fram till 1885 ingick även byarna Norra och Södra Bäck, Vanserum och Åkerby i Runstens socken i Möckleby härad.
Häradets areal uppgick till 195 km² och hade år 1930, 2 679 invånare.

## Socknar
Möckleby härad omfattade fem socknar.
I Mörbylånga kommun
- Gårdby
- Hulterstad
- Norra Möckleby
- Sandby
- Stenåsa

## Län, fögderier, tingslag, domsagor och tingsrätter
Häradet hörde till Kalmar län. Församlingarna tillhör(de) från 1604 till 1915 till Kalmar stift, innan dess till Linköpings stift och därefter till Växjö stift.
Häradets socknar hörde till följande fögderier:
- 1720-1917 Ölands södra mots fögderi
- 1918-1966 Ölands fögderi
- 1967-1990 Borgholms fögderi

Häradets socknar tillhörde följande tingslag, domsagor och tingsrätter:
- 1680-1942 Ölands södra mots tingslag i Ölands domsaga
- 1943-1968 Ölands domsagas tingslag i Ölands domsaga
- 1969-1970 Möre och Ölands domsagas tingslag i Möre och Ölands domsaga

- 1971-1982 Möre och Ölands tingsrätt och domsaga
- 1983- Kalmar tingsrätt och domsaga

## Häradshövdingar
| Ämbetstid | Namn                     | Levnadstid |
| --------- | ------------------------ | ---------- |
| 1413      | Gunnar Gaze              |            |
| 1437      | Olof Skupe               |            |
| 1545      | Germund Svensson (Somme) |            |
| 1560–1563 | Olof Arvidsson           |            |
| 1567–1580 | Anund Stensson           |            |

För häradshövdingar efter 1680 se respektive domsaga